# Janice Robinson
Janice Robinson, född i New Jersey. Janice är en amerikansk låtskrivare och artist.

## Diskografi (urval)
Studioalbum
- 1999 – The Color Within Me

EPs
- 1991 – Rock and Soul
- 1995 – I'm Free (2x12")
- 2005 – Dreamer (Remixed)
- 2015 – There Must Be Love (David Morales & Janice Robinson) (US Dance #1)[1]
- 2017 – Father (John Dahlbäck & Janice Robinson)

Singlar
- 1994 – "Children" (maxi-singel)
- 1997 – "Earthbeat" (maxi-singel)
- 1999 – "Nothing I Would Change"
- 2010 – "I Make You Gaga" (David Morales med Janice Robinson)
- 2012 – "Every Breath" (John Dahlbäck & Greg Cerrone med Janice Robinson)